# Karl Schlechter
Karl Schlechter (2. března 1874 Vídeň – 27. prosince 1918 Budapešť) byl rakouský šachový mistr, jeden z nejlepších šachistů před první světovou válkou.

## Počátky šachové kariéry
Schlechter se narodil v rodině obchodníka, ale sám si vybral kariéru šachového profesionála. Ve své hře uplatňoval Steinitzovy principy a v maximální míře se vyhýbal riziku. Stal se tak vrcholným představitelem tzv. vídeňské školy, založené na opatrnosti, bylo jej velmi těžké porazit a brzy získal pověst remízového krále, o čemž svědčí i nerozhodné výsledky jeho zápasů, kdy například s Georgem Marcem hrál roku 1893 0:0 (=10) a roku 1894 4:4 (=3) a se Semjonem Alapinem roku 1896 1:1 (=4). Výrazně však zvítězil roku 1902 nad Davidem Janowskim 6:1 (=3).
Svou turnajovou šachovou kariéru začal Schlechter skromným umístěním na turnaji v Lipsku roku 1894, kde skončil jedenáctý z osmnácti hráčů (turnaj vyhrál Siegbert Tarrasch). V Hastingsu roku 1895 byl již v konkurenci dvaceti dvou hráčů devátý (vyhrál Harry Nelson Pillsbury, kterého Schlechter na turnaji porazil), ve Vídni v tom samém roce třetí (vyhrál Georg Marco, celkem sedmnáct hráčů), v Norimberku roku 1896 šestý (vyhrál Emanuel Lasker, celkem devatenáct hráčů), roku 1896 v Budapešti pátý (vyhrál Michail Ivanovič Čigorin, celkem třináct hráčů)  a ve Vídni druhý (vyhrál David Janowsky, celkem šest hráčů). Roku 1897 byl v Berlíně šestý (vyhrál Rudolf Charousek, celkem devatenáct hráčů)  a ve Vídni v tom samém roce již v konkurenci dalších sedmi hráčů zvítězil.

## Další turnajové výsledky
- na turnaji ve Vídni roku 1898 byl pátý (vyhrál Siegbert Tarrasch, celkem devatenáct hráčů),[9]
- v Kolíně nad Rýnem rovněž roku 1898 skončil ze šestnácti hráčů šestý (vyhrál Amos Burn),
- roku 1899 ve Vídni se umístil za Gézou Maróczym na druhém místě z dvanácti hráčů,[10]
- na turnaji v Londýně roku 1899 skončil pátý (vyhrál Emanuel Lasker, celkem patnáct hráčů),[11]
- roku 1900 vyhrál bez prohry společně s Maróczym a Pillsburym turnaj v Mnichově, kterého se zúčastnilo šestnáct hráčů,[12] a na turnaji v Paříži skončil na sedmém až devátém místě (vyhrál Emanuel Lasker, celkem sedmnáct hráčů),[13]
- na turnaji ve Vídni roku 1902 skončil třetí (vyhrál David Janowski společně s Heinrichem Wolfem, celkem pět hráčů),[14]
- na turnajích v Monte Carlu skončil roku 1901 ze čtrnácti hráčů druhý (zvítězil David Janowski),[15] roku 1902 pátý až šestý (turnaj vyhrál Géza Maróczy, celkem dvacet hráčů),[16] roku 1903 čtvrtý (turnaj vyhrál Siegbert Tarrasch, celkem čtrnáct hráčů)[17] a roku 1904 bez prohry druhý (turnaj vyhrál Géza Maróczy, celkem šest hráčů),[18]
- v Cambridge Springs roku 1904 se umístil na šestém místě (turnaj vyhrál Frank Marshall, celkem šestnáct hráčů),[19]
- vyhrál turnaje ve Vídni roku 1904 (před Maróczym a dalšími devíti hráči)[20] a roku 1905 (před Heinrichem Wolfem a rovněž dalšími devíti hráči),[21]
- v Brémách roku 1905 skončil ze šestnácti hráčů čtvrtý až pátý (vyhrál Géza Maróczy společně s Davidem Janowskim),[22]
- roku 1906 se umístil v Norimberku na třetím až čtvrtém místě ze sedmnácti hráčů (vyhrál Frank Marshall)[23] a společně s Osipem Bernsteinem vyhrál turnaj ve Stockholmu,[12]
- na turnajích v Ostende skončil roku 1905 čtvrtý (vyhrál Géza Maróczy, celkem čtrnáct hráčů),[24] roku 1906, kdy se zúčastnilo třicet šest hráčů a hrálo se dosti komplikovaným způsobem, po sehrání třiceti partií první (před Maróczym)[25] a roku 1907 ze šesti hráčů druhý (turnaj vyhrál Siegbert Tarrasch),[26]
- roku 1907 skončil v Karlových Varech čtvrtý až pátý (vyhrál Akiba Rubinstein, celkem dvacet jedna hráčů),[27] ve Vídni šestý (vyhrál Jacques Mieses,[28] celkem čtrnáct hráčů) a v Kodani druhý až třetí (vyhrál Paul Leonhardt, celkem pět hráčů),[29]
- roku 1908 se pak dělil o první místo na dvou silných mezinárodních turnajích, a to ve Vídni (zde vyhrál společně s Oldřichem Durasem a Gézou Maróczym v konkurenci devatenácti hráčů)[30] a v Praze (zde vyhrál společně s Oldřichem Durasem v konkurenci dvaceti hráčů),[31]
- Na turnaji v Petrohradě roku 1909 skončil osmý až desátý (vyhrál Emanuel Lasker s Akibou Rubinsteinem, celkem devatenáct hráčů),[32]
- roku 1910 vyhrál turnaj v Hamburku (před Oldřichem Durasem, Aaronem Nimcovičem a dalšími čtrnácti hráči).[33]

## Zápas o titul mistra světa
Stabilní vynikající výsledky na mezinárodních šachových turnajích daly Schlechterovi právo vyzvat úřadujícího mistra světa Emanuela Laskera k boji o titul. Zápas se měl původně hrát na třicet partií, ale žádný organizátor nechtěl přistoupit na přehnané Laskerovy finanční požadavky. Nakonec se Lasker musel spokojit jen se společnou (a oproti původním Laskerovým nárokům třetinovou) nabídkou Wiener Schachklubu (za kterou stála Rothschildova dotace) a Berlínské šachové společnosti (Berliner Schachgesellschaft), přičemž počet partií zápasu byl stanoven na deset. V případě nerozhodného výsledku zůstal titul stávajícímu mistru světa. Opatrný Lasker nastoupil k tak krátkému zápasu se Schlechterem jistě až po dlouhých úvahách, neboť hrozilo velké nebezpečí nahodilého výsledku. Učinil tak nejriskantnější krok své šachové kariéry a šachovému světu připravil jeden z nejdramatičtějších zážitků, které kdy boj o titul mistra světa přinesl.
Zápas začal 7. ledna 1910 ve Wiener Schachklubu a již první čtyři partie, které skončily remízami, jasně naznačily indispozici mistra světa v tomto zápase. Lasker mnohdy opomenul silnější tah a také několikrát nedokázal zužitkovat dosaženou výhodu. Pak přišla pátá partie, poslední, která se hrála ve Vídni. Mistr světa hrál s černými kameny iniciativně, a když získal druhého pěšce, zdálo se, že zvítězí. Pak však dovolil po dámském křídle proniknout bílé dámě s věží skrz svou obranu a umožnil tak Schlechterovi rozhodnout partii ve svůj prospěch. Vídeňští diváci uspořádali po skončení hry vítězovi partie velké ovace.
Do druhé poloviny zápasu, která se hrála po týdenní přestávce od 29. ledna v Berlíně, nastupoval tak Lasker za stavu 0:1 (=4). Hned v šesté partii Lasker ostře útočil, ale Schlechterovu obranu neprorazil. Remízou skončila i sedmá partie, nejzajímavější z celého zápasu, kdy Schlechter po nezvyklém zahájení našel pěknou oběť figury, a jen kvalitní obrana zachránila mistra světa před druhou porážkou. Rovněž tak osmá a devátá partie skončily nerozhodně, a tak byl před poslední desátou partií stav 1:0 (=8) pro Schlechtera. Po zahájení Lasker zaútočil, nepokračoval však zcela korektně. Schlechter byl ale nervózní, přehlédl v napětí boje šanci na výhru a v pozici, kdy mohl dosáhnout remízy, zvolil špatné pokračování. Lasker se chopil poslední příležitosti a partii vyhrál. Vyrovnal tak celkový stav zápasu na 1:1 (=8) a se značnou dávkou štěstí svůj titul obhájil.

## Závěr Schlechterova života
Ještě před zahájením první světové války remizoval Schlechter roku 1911 v Kolíně nad Rýnem se Siegbertem Tarraschem 3:3 (=10) a zúčastnil se víceméně úspěšně několika turnajů:
- roku 1911 byl v Karlových Varech druhý až třetí (zvítězil Richard Teichmann, celkem dvacet šest hráčů)[34] a v San Sebastianu pátý až sedmý (zvítězil Capablanca, celkem patnáct hráčů),[35]
- roku 1912 skončil na turnaji v San Sebastianu osmý až devátý (vyhrál Akiba Rubinstein, celkem jedenáct hráčů),[36] v Piešťanech čtvrtý až šestý, ale bez prohry (vyhrál opět Akiba Rubinstein, celkem osmnáct hráčů),[37] v Budapešti společně s Marshallem první až druhý (celkem šest hráčů)[38] a v Breslau čtvrtý až pátý (vyhrál Akiba Rubinstein s Oldřichem Durasem, celkem osmnáct hráčů),[39]
- roku 1913 vyhrál turnaj ve Vídni a na dalším turnaji ve Vídni v témže skončil čtvrtý (vyhrál Rudolf Spielmann).[12]

Během světové války žil Schlechter v bídě a hrál jen na menších turnajích v Rakousku a v Německu. Vyhrál například tři turnaje ve Vídni roku 1915, 1916 a 1917, přičemž roku 1916 se turnaje zúčastnili kromě něho jen Milan Vidmar a Arthur Kaufmann1, roku 1918 se zúčastnil turnaje v Košicích, kde skončil třetí (vyhrál Richard Réti), a hrál také na dvou turnajích v Berlíně, kde se střetli vždy čtyři šachoví mistři. V dubnu zde zvítězil Milan Vidmar (4,5 bodu) před Schlechterem (3,5 bodu), Miesesem a Rubinsteinem (oba 2 body) a v říjnu byl první Emanuel Lasker (4,5 bodu) před Rubinsteinem (4 body), Schlechterem (2 body) a Tarraschem (1,5 bodu).
Pro Schlechtera to byly jedny z posledních šachových partií, které sehrál. Ještě v tomtéž roce prohrál v Berlíně s Rubinsteinem 1:2 (=3), v prosinci se v Budapešti při simultánce zhroutil hlady a brzy na to zemřel na následky zápalu plic a podvýživy.
Schlechter během svého života sehrál přes sedm set turnajových partií a remizoval téměř ve čtyři sta z nich. Obohatil teorii zahájení (například ve slovanské obraně proti dámského gambitu), věnoval se i kompozičnímu šachu (složil okolo tři sta úloh) a novinářské práci, když byl deset let redaktorem Deutsche Schachzeitung. V letech 1912 až 1916 připravil osmé vydání slavného souhrnného manuálu šachové teorie Handbuch des Schachspiels (Příručka hry šachové) od Paula Rudolfa von Bilguera a Tassila von Heydebranda und der Lasy.